# Raman Hałouczenka
Raman Alaksandrawicz Hałouczenka (biał. Раман Аляксандравіч Галоўчэнка; ros. Роман Александрович Головченко, Roman Aleksandrowicz Gołowczenko; ur. 10 sierpnia 1973 w Żodzinie) – białoruski polityk.
Ukończył Moskiewski Państwowy Instytut Stosunków Międzynarodowych i Akademię Zarządzania przy Prezydencie Republiki Białorusi. W latach 2013–2018 pełnił funkcję ambasadora Białorusi w Abu Zabi (misja obejmowała Zjednoczone Emiraty Arabskie, Arabię Saudyjską, Bahrajn i Kuwejt). Stał również na czele państwowego komitetu wojskowo-przemysłowego. 3 czerwca 2020 został premierem Białorusi. 3 lutego 2025, w związku z wyborem Alaksandra Łukaszenki na kolejną kadencję prezydencką, złożył dymisję kierowanego przez siebie gabinetu. 10 marca 2025 zakończył urzędowanie na stanowisku premiera i tego samego dnia objął funkcję szefa Narodowego Banku Republiki Białorusi.
W czerwcu 2022 roku Hałouczenka znalazł się na czarnej liście Kanady.